# Jeff Mills
Jeff Mills (Detroit, 18 de juny de 1963) és un DJ, productor i compositor americà. Gràcies a la seva destresa com a DJ va rebre el sobrenom d'El Bruixot (The Wizard). A finals de la dècada de 1980 Mills va fundar el grup Underground Resistance a Detroit. És el fundador del segell discogràfic Axis Records, a través del qual ha publicat la majoria de la seva obra.
El 2017 el president de l'Institut Mundial Àrab i exministre francès de cultura Jack Lang va concedir-li l'Orde de les Arts i les Lletres pels serveis oferts a les arts.

## Carrera

### Carrera primerenca i DJ radiofònic
Graduat el 1981 del Mackenzie High School, Mills va començar la seva carrera a principis de 1980 amb el sobrenom de The Wizard (El Bruixot, en català). Va disposar d'un xou nocturn anomenat The Wizard a l'emissora WDRQ, i més tard a WJLB. En aquests va destacar-hi artistes locals com Derrick May, Kevin Saunderson i Juan Atkins.
Mills va dirigir nombroses residències a l'àrea de Detroit. La residència a The Necto fou especial perquè li va permetre d'experimentar amb noves idees musicals, equipament i conceptes interpretatius com per exemple situar-se enmig de la pista de ball amb el públic.

### Underground Resistance
Mills fou, conjuntament amb Mad Mike Banks, el fundador del col·lectiu de música techno Underground Resistance. El grup abraçava una retòrica revolucionària i relacionava l'estètica de Detroit amb l'entramat social, econòmic i polític de l'època.

### Carrera en solitari
Mills va abandonar Underground Resistance el 1991 per tal de seguir una carrera en solitari. A continuació es va traslladar a Nova York (on va tenir una residència al club Limelight), seguidament a Berlín (com a resident del club Tresor), i finalment a Chicago. El 1992 formà amb Robert Hood el segell discogràfic Axis Records, i més endavant, els subsegells Purpose Maker, Tomorrow i 6277.

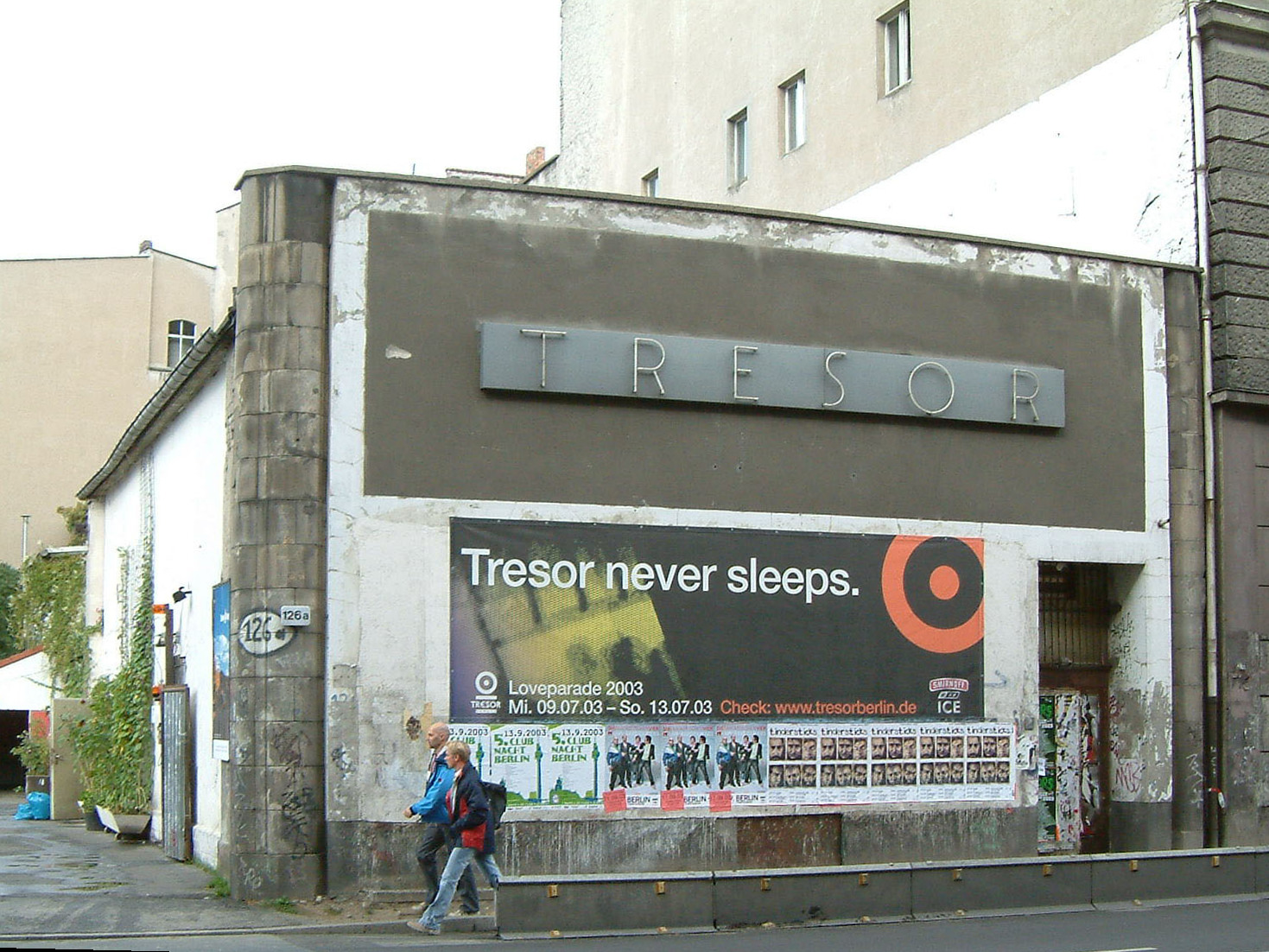
El club Tresor a Berlín.

### Bandes sonores, documentals i música orquestral
El 2006 va publicar Blue Potential, un àlbum en viu interpretat conjuntament amb la Montpelier Philharmonic Orquestra.
L'any 2000 va publicar una banda sonora per a la pel·lícula muda Metropolis, de Fritz Lang. El 2015 va crear una banda sonora per a un altre film mut de Fritz Lang, Dona a la Lluna.
Ha col·laborat amb Jacqueline Caux en la producció del documental Man From Tomorrow, un documental sobre la música techno on també apareix. El seu treball en el món del cinema ha continuat amb el film Life to Death and Back, enregistrat a l'ala egípcia del Museu del Louvre, on va realitzar una residència de 4 mesos.
El gener de 2017 Mills va publicar A Trip to the Moon, una banda sonora per a la pel·lícula homònima de 1902. Un mes més tard publicava Planets, un disc inspirat per la suite simfònica de Gustav Holst del mateix nom, enregistrat amb l'Orquestra Sinfónica do Porto Casa da Música. També va col·laborar amb l'Orchestre National du Capitole de Toulouse a l'EP Lost in Space. A principis de 2018 es va publicar la seva banda sonora per al film japonès And Then There Was Light.

## Discografia

### Àlbums
Any, Títol (Segell discogràfic)
- 1992, Waveform Transmission Vol.1 (Tresor)
- 1994, Waveform Transmission Vol. 3 (Tresor)
- 1995, Mix Up Vol. 2 Live at Liquid Room (Sony/React)
- 1997, The Other Day (Sony/React/Labels)
- 1997, Purpose Maker Compilation (React/Labels/NEWS/Neuton/Energy/Watts)
- 1998, From the 21st (Sony)
- 2000, Lifelike (Sony/Labels/NEWS)
- 2000, Art of Connecting (Next Era/Hardware)
- 2000, Metropolis (Tresor)
- 2001, Time Machine (Tomorrow)
- 2001, Every Dog Has Its Day CD (Sony/Labels/NEWS)
- 2002, Actual (Axis)
- 2002, At First Sight (Sony/React/NEWS/Energy/Intergroove)
- 2003, Medium (Axis)
- 2004, Exhibitionist (Axis/React/NEWS/Sonar)
- 2005, Three Ages (MK2)
- 2005, Contact Special (Cisco/Soundscape)
- 2006, One Man Spaceship (Cisco/Soundscape)
- 2008, X-102 Rediscovers the Rings of Saturn (Tresor)
- 2008, Gamma Player Compilation Vol. 1: The Universe by Night (Axis)
- 2009, Sleep Wakes (Third Ear)
- 2010, The Occurrence (Third Ear)
- 2011, The Power (Axis)
- 2011, 2087 (Axis)
- 2011 Jeff Mills/Dj Surgeles Something In The Sky Mix (Axis)
- 2011, Fantastic Voyage (Axis)
- 2012, The Messenger (Axis)
- 2012, Waveform Transmission Vol. 1 Remastered (Axis)
- 2012, Sequence – The Retrospective of Axis Records (Axis)
- 2013, The Jungle Planet (Axis)
- 2014, Emerging Crystal Universe (Axis)
- 2014, Woman In The Moon (Axis)
- 2015, When Time Splits (amb Mikhail Rudy) (Axis)
- 2015, Proxima Centauri (Axis)
- 2016, Free Fall Galaxy (Axis)
- 2017, A Trip to the Moon (Axis)
- 2017, Planets (Axis)
- 2019, Moon - The Area of Influence (Axis)

### EP
Any, Títol (Segell discogràfic)
- 1992, Tranquilizer (Axis)
- 1993, Mecca (Axis)
- 1993, Thera (Axis)
- 1994, Cycle 30 (Axis)
- 1994, Growth (Axis)
- 1995, Purpose Maker EP (Axis)
- 1995, Humana (Axis)
- 1995, Tephra (Axis)
- 1996, Other Day EP (Axis)
- 1996, Very (Axis)
- 1996, AX-009ab (Axis)
- 1996, Java (Purpose Maker)
- 1996, Kat Moda (Purpose Maker)
- 1997, Universal Power (Purpose Maker)
- 1997, Our Man in Havana (Purpose Maker)
- 1997, Steampit (Purpose Maker)
- 1997, More Drama (Axis)
- 1997, Tomorrow EP (Axis)
- 1998, Vanishing (Purpose Maker)
- 1998, Live Series (Purpose Maker)
- 1999, Skin Deep (Purpose Maker)
- 1999, If/Tango (w/ Anna F.) (Purpose Maker)
- 1999, Apollo (Axis)
- 1999, Preview (Tomorrow)
- 2000, Every Dog Has Its Day vol.1 (Axis)
- 2000, Lifelike EP (Axis)
- 2000, Metropolis EP (Axis)
- 2000, Every Dog Has Its Day vol.2 (Axis)
- 2000, Circus (Purpose Maker)
- 2001, Jetset (Purpose Maker)
- 2001, Electrical Experience (Purpose Maker)
- 2001, 4Art/UFO
- 2002, Every Dog Has Its Day vol.3 (Axis)
- 2002, Actual (Axis)
- 2003, Every Dog Has Its Day vol.4 (Axis)
- 2003, Medium (Axis)
- 2003, See The Light part 1 (Axis)
- 2003, See The Light part 2 (Axis)
- 2003, See The Light part 3 (Axis)
- 2003, Divine (Purpose Maker)
- 2004, Expanded (Axis)
- 2004, From the 21st part 1 (Axis)
- 2004, From the 21st part 2 (Axis)
- 2004, The Tomorrow Time Forgot (Axis)
- 2005, Suspense/Dramatized (Axis)
- 2005, Time Mechanic (Axis)
- 2006, Blade Runner (Axis)
- 2006, The Bells (Purpose Maker)
- 2007, Natural World (Purpose Maker)
- 2007, Systematic/The Sin (Axis)
- 2008, Alpha Centauri (Axis)
- 2008, FlyBy (Axis)
- 2008, Eternity (Tomorrow)
- 2008, Adjustments (Tomorrow)
- 2009, Good Robot (Axis)
- 2009, The Defender (Axis)
- 2009, The Drummer (Purpose Maker)
- 2009, The Drummer part 2 (Purpose Maker)
- 2009, Something In The Sky (Something In The Sky)
- 2010, The Drummer part 3 (Purpose Maker)
- 2010, Something In The Sky 2 (Something In The Sky)
- 2010, Something In The Sky 3 (Something In The Sky)
- 2010, Something In The Sky 4 (Something In The Sky)
- 2010, Something In The Sky 5 (Something In The Sky)
- 2010, Something In The Sky 6 (Something In The Sky)
- 2011, Something In The Sky 7 (Something In The Sky)
- 2011, Beat Master (Axis)
- 2011, The Power (Axis)
- 2011, Star Chronicles (Tomorrow)
- 2012, Something In The Sky 10 (Something In The Sky)
- 2013, Something In The Sky 11 (Something In The Sky)
- 2013, The Space Horizon (Axis)
- 2014, What A Machine Believes (Axis)
- 2014, Zones and Layers (Axis)
- 2015, Exhibitionist 2 part 1 (Axis)

## Filmografia
- 2004, Exhibitionist (Axis/React/NEWS/Sonar)
- 2004, Three Ages (MK2)
- 2006, The Bells – 10 Year Anniversary (Axis)
- 2006, Blue Potential (amb la Montpelier Philharmonic Orchestra) (UWe)
- 2013, Chronicles of Possible Worlds (Axis/Second Nature)
- 2014, Man From Tomorrow (Axis)
- 2015, Exhibitionist 2 (Axis)